# Yoeri Vastersavendts
Yoeri Vastersavendts, né le 2 février 1971 à Uccle est un homme politique belge flamand, membre du OpenVLD.
Il est licencié en droit (VUB) et avocat.

## Fonctions politiques
- Depuis 2001 : conseiller communal à Asse et membre du Conseil de police
- 2010-2010   : sénateur élu directement (remplace Patrik Vankrunkelsven)